# Juniperus gracilior
Juniperus gracilior  es una especie de conífera en la familia de Cupressaceae. Es endémica de la isla de La Española.
Está amenazada por pérdida de hábitat.
La variedad típica es conocida sólo en una localidad cerca de Constanza, Valle del Jaque; var. ekmanii se registra desde Morne la Selle y Morne La Visite, aunque esta última subpoblación ahora se piensa que se ha  extinguido; y var. urbaniana parece haberse reducido a zonas inaccesibles aunque las poblaciones viables se registraron en 1984 en Pic la Selle.

## Taxonomía
Juniperus gracilior fue descrita por Pilg. in Urb. y publicado en Symbolae Antillanae seu Fundamenta Florae Indiae Occidentalis 7: 481. 1913.
Etimología
Juniperus: nombre genérico que procede del latín iuniperus, que es el nombre del enebro.
gracilior: epíteto latíno que significa "delgada"

## Variedadesysubespecies
- J. gracilior var. ekmanii  (Florin) R.P.Adams -- Phytologia 78: 144. 1995 [26 jul 1995] (GCI)

- J. gracilior subsp. ekmanii (Florin) Silba -- J. Int. Conifer Preserv. Soc. 13(1): 10. 2006

- J. gracilior var. urbaniana (Pilg. & Ekman) R.P.Adams -- Phytologia 78: 144. 1995 [26 Jul 1995] (GCI)

- J. gracilior subsp. urbaniana (Pilg. & Ekman) Silba  -- J. Int. Conifer Preserv. Soc. 13(1): 10. 2006